# Alsophila fuliginosa
Alsophila fuliginosa là một loài dương xỉ trong họ Cyatheaceae. Loài này được Christ mô tả khoa học đầu tiên năm 1898.